# غيل روبنسون
غيل روبنسون (بالإنجليزية: Gail Robinson)‏ هي موسيقية ومغنية ومغنية أوبرا أمريكية، ولدت في 7 أغسطس 1946 في ميريديان في الولايات المتحدة، وتوفيت في 19 أكتوبر 2008 في ليكسينغتون في الولايات المتحدة بسبب التهاب المفاصل.

## وصلات خارجية
- غيل روبنسون على موقع ميوزك برينز (الإنجليزية)